# ピエトロ・アントニオ・フィオッコ

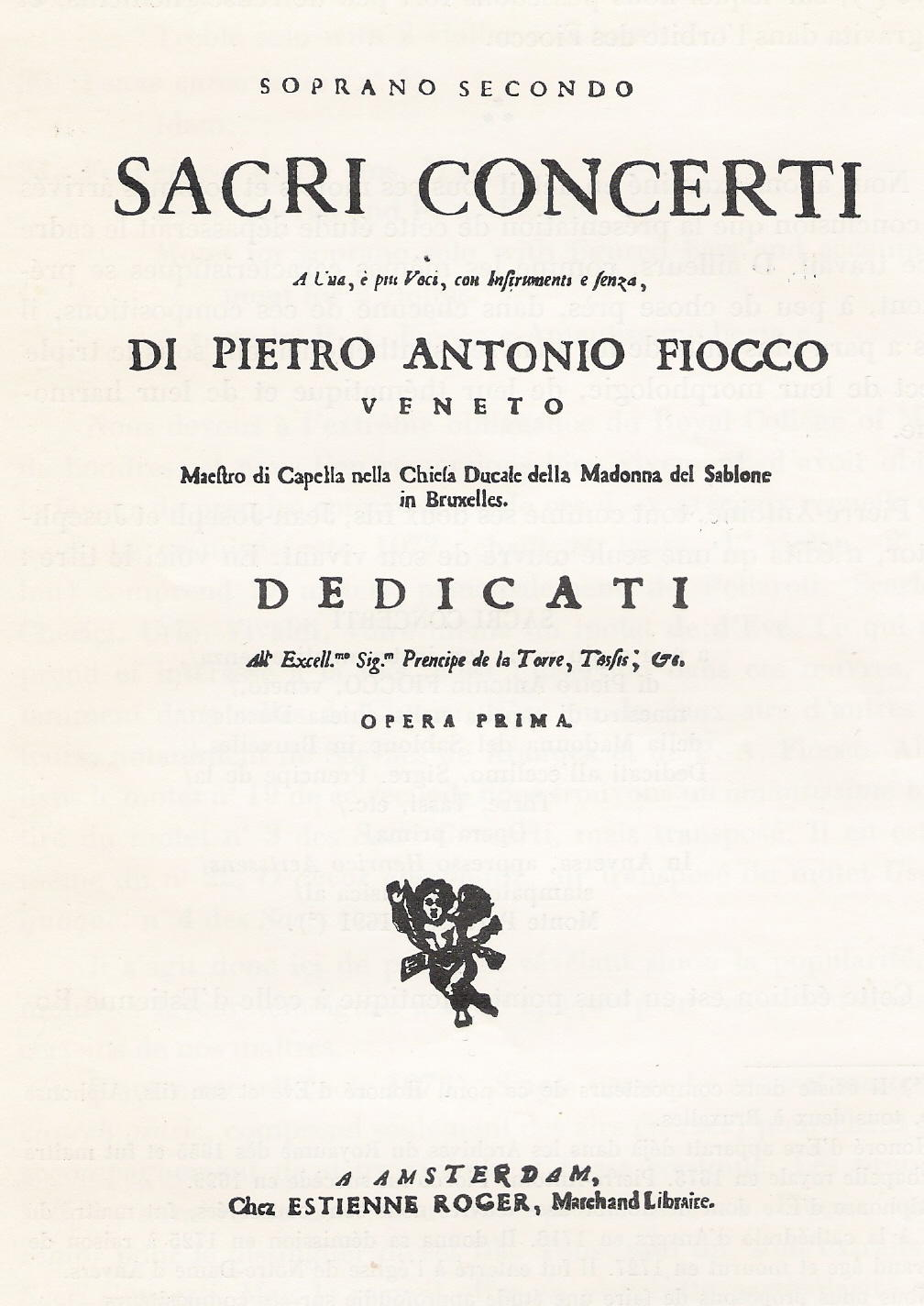
ピエトロ・アントニオ・フィオッコ

ピエトロ・アントニオ・フィオッコ（イタリア語: Pietro Antonio Fiocco、1654年2月3日 - 1714年9月3日）は、イタリア出身の盛期バロック音楽の作曲家。後半生にフランス語圏に移ったため、ピエール＝アントワーヌ (フランス語: Pierre-Antoine) というフランス語名も残している。

## 経歴
1654年、イタリア・ヴェネツィアで生まれた。幼年期やイタリアで受けた音楽教育については、何も分かっていないが、音楽家として名を揚げ、オランダ総督によってアムステルダムに招かれた。エレナ・ラピタ・ダ・パリデ（Helena Rapita da Paride）の曲集には、フィオッコの作曲した数楽章が含まれている。1681年にジャン＝バティスト・リュリの歌劇《アルセスト》のハノーファー公演のために、序幕の追加作曲を担当。1882年夏にオーストリア領ネーデルラントの首府ブリュッセルに引越し、トゥルン・ウント・タクシス侯爵ウジェーヌ＝アレクサンドルの宮廷に仕官する。ノートルダム・デ・ヴィクトワール教会の聖歌隊長に指名され、ミサ曲やモテットを含む宗教曲を作曲した。ブリュッセルにて他界。

## 家族・親族
- 息子：ジョゼフ＝エクトル・フィオッコもバロック音楽の作曲家。